# Albertus L. Meyers Bridge
Die Albertus L. Meyers Bridge, besser bekannt unter ihrem früheren Namen Eighth Street Bridge, überspannt den tief eingeschnittenen Little Lehigh Creek und verbindet damit das Stadtzentrum von Allentown, Pennsylvania, mit seinen südlichen Stadtteilen.
Bei ihrer Eröffnung im Jahre 1913 dürfte sie die längste und höchste Straßenbrücke der Welt aus Stahlbeton gewesen sein.

## Beschreibung
Die Albertus L. Meyers Bridge führt die South Eighth Street mit drei Fahrstreifen und beidseitig einem Gehweg über das rund 42 m tiefe Tal und den am Talboden verlaufenden Martin Luther King Jr. Drive. Am zunächst leicht abfallenden Südhang überquert sie außerdem die unmittelbar unter ihr verlaufende Harrison Street.
Die Albertus L. Meyers Bridge ist 597 m (1959 ft) lang und 13,72 m breit und besteht aus 9 Bögen mit Spannweiten von 36,58 m (120 ft) sowie 6 flachen Pattenbrücken im Bereich der Harrison Street, die mit einer Schale verblendet sind, die einen flachen Bogen andeuten. 2 Plattenbrücken im Bereich des nördlichen Endes der Brücke sind von dem Bewuchs der letzten hundert Jahre und der angrenzenden Bebauung verdeckt.
Die Bögen bestehen jeweils aus zwei parallelen Bogenrippen, die sich auf jeder Seite auf zwei separate Pfeiler abstützen, die bis zur Fahrbahnplatte reichen. Die Bogenrippen und die Pfeiler sind nur kurz unter der Fahrbahnplatte durch Scheiben in Form eines Rundbogens verbunden, die sie versteifen und die Fahrbahnplatte tragen.

## Geschichte
Bereits 1900 wurde eine Objektgesellschaft gegründet, die mit dem Landkauf für die Brücke begann. Zunächst plante man eine stählerne Fachwerkbrücke, deren Überbau von einem deutschen Unternehmen errichtet werden sollte. Die Bauarbeiten stoppten jedoch plötzlich. Erst Jahre später erhielt die inzwischen gegründete örtliche Trambahngesellschaft das Recht, eine Strecke entlang der Eighth Street über eine zu bauende Brücke zu verlegen. Diesmal sollte es eine Betonbrücke sein. Die Bauarbeiten begannen im Juli 1912 und endeten mit der Eröffnungsfeier am 17. November 1913. Die Brücke war mautpflichtig bis 1957.
1974 wurde sie nach dem damals 83-jährigen Bandleader Albertus L. Meyers benannt, der sein musikalisches Leben in Allentown verbracht und schon bei der Eröffnungsfeier in der Blaskapelle Cornet gespielt hatte.
Im Juni 1988 wurde die Brücke als schützenswerte Baustruktur unter der Nummer 88000870 in das National Register of Historic Places eingetragen.